# 伯多禄被倒钉十字架上 (米开朗基罗)
伯多禄被倒钉十字架（英语：The Crucifixion of St. Peter）是意大利文艺复兴大师米开朗基罗(1546–1550)创作的最后一幅湿壁画，位于罗马梵蒂冈城梵蒂冈宫的保禄小堂（Cappella Paolina）。
艺术家描绘了圣伯多禄被古罗马士兵抬到十字架上的那一刻。米开朗基罗将注意力集中在对痛苦的描述上。在场者的脸上显然很苦恼。教宗保禄于1541年向米开朗基罗订制了这幅壁画。
2009年完成的壁画修复工程，使这幅画中显现出据信是米开朗基罗本人的自画像。 这个人物在湿壁画的左上角，穿戴红色外衣和蓝色头巾。 文艺复兴时期的雕塑家经常戴蓝色头巾，以防止头发上落上灰尘。